# 51 Pegasi b
51 Pegasi b (51 Peg b), noto anche come Bellerophon o Bellerofonte, e successivamente rinominato Dimidium, è un pianeta extrasolare ed è stato il primo ad essere scoperto attorno a una stella simile al nostro Sole.

Dopo la sua scoperta, avvenuta spettroscopicamente nel 1995, molti team di ricerca hanno confermato la sua esistenza e ottenuto maggiori dati sulle sue caratteristiche.
È il prototipo dei pianeti gioviani caldi e si trova in orbita attorno alla stella 51 Pegasi, nella costellazione di Pegaso.

## Nomenclatura
Il nome ufficiale dell'esopianeta è 51 Pegasi b; la b sta a indicare che è il primo pianeta noto della sua stella. Altri eventuali pianeti verrebbero designati con le lettere c, d e così via.
51 Peg b è stato soprannominato Bellerofonte dal nome dell'eroe greco che domò il cavallo alato Pegaso, la costellazione in cui si trova.
Nel luglio del 2014, l'Unione Astronomica Internazionale ha indetto il concorso pubblico NameExoWorlds per assegnare dei nomi propri ad alcuni esopianeti ed alle loro stelle. La procedura ha previsto che partecipanti appartenenti ad associazioni astronomiche potessero proporre delle denominazioni, che successivamente sono state sottoposte a votazione aperta a chiunque volesse partecipare. Il nome che ha ottenuto il numero maggiori di voti per 51 Pegasi b è stato Dimidium, proposto dall'Astronomische Gesellschaft Luzern, associazione astronomica di Lucerna, in Svizzera. Il termine, che in latino significa metà, intende sottolineare il fatto che il pianeta ha circa la metà della massa di Giove. Nello stesso concorso, la stella è stata rinominata Helvetios.

## Scoperta
(Didier Queloz)
La scoperta del pianeta fu annunciata il 6 ottobre del 1995 da Michel Mayor e Didier Queloz sulla rivista Nature (Volume 378, pagina 355). La scoperta avvenne all'Observatoire de Haute-Provence, in Francia, grazie al metodo della velocità radiale, all'epoca il più utilizzato. Attualmente, tuttavia, la maggior parte dei pianeti extrasolari noti è stata scoperta tramite il metodo del transito.
Il 12 ottobre 1995 il Dr. Geoffrey Marcy della San Francisco State University e il Dr. Paul Butler dell'Università della California - Berkeley confermarono la scoperta.
Il sensibile spettroscopio usato per la scoperta è stato in grado di rilevare anche i piccoli cambiamenti di regolarità nella velocità delle linee spettrali pari a circa 70 metri al secondo. Questi cambiamenti sono causati dall'attrazione gravitazionale del pianeta che si trova ad appena 7 milioni di chilometri dalla stella.
La scoperta di 51 Pegasi b ha stabilito una pietra miliare nella ricerca astronomica, perché gli astronomi si sono resi conto che potevano esistere pianeti giganti in orbite così vicine. Una volta compreso che valeva la pena di cercare altri pianeti simili usando la tecnologia allora disponibile, molti altri esopianeti vennero scoperti. Per la scoperta di 51 Pegasi b, Michel Mayor e Didier Queloz hanno ricevuto il premio Nobel per la fisica 2019.

## Caratteristiche

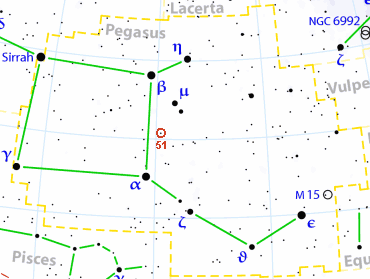
La posizione di 51 Pegasi (e del suo pianeta) nella costellazione di Pegaso.

Quando fu scoperto 51 Pegasi b, le teorie sulla formazione planetaria non erano compatibili con un pianeta gigante così vicino alla propria stella ed esso è stato considerato un'anomalia. Tuttavia, da allora, ne sono stati scoperti numerosi altri, come nei sistemi di 55 Cancri e di Tau Boötis, e gli astronomi hanno incominciato a rivedere le proprie teorie e studiare la possibilità di migrazioni orbitali.
Si è scoperto che il pianeta orbita intorno alla propria stella in circa 4 giorni terrestri, che è molto più vicino al proprio sole di Mercurio, che ha una temperatura stimata di 815 gradi Celsius, una velocità orbitale di 136 km/s e che la massa stimata (nel suo limite inferiore) è circa la metà di quella di Giove, cioè è pari a circa 140 volte la massa della Terra.
All'inizio si pensò che fosse un pianeta roccioso, ma oggi si ritiene che sia un gigante gassoso. È sufficientemente massiccio da trattenere la propria atmosfera senza farsela strappare dal vento stellare di 51 Peg.
Probabilmente 51 Pegasi b ha un raggio più grande di quello di Giove, nonostante abbia massa più piccola; nel 2015 Martins et al. lo hanno stimato in 1,9±0,3 rJ. Questo perché l'elevata temperatura dovrebbe aver "gonfiato" l'atmosfera e quindi averla resa meno densa. A 815 gradi Celsius il nichel evapora, circondando probabilmente di bagliori azzurri l'atmosfera. Gli strati sottostanti, cioè il gas che forma il pianeta, dovrebbero essere così caldi da rendere 51 Pegasi b rosso incandescente.
Il pianeta è in rotazione sincrona con la propria stella, le mostra cioè sempre la stessa faccia.